# Can Valls (Rupià)
Can Valls és un gran edifici de planta irregular a la plaça d'Avall del poble de Rupià (Baix Empordà) protegit com a bé cultural d'interès local. És una de les cases que hi ha adossades a la muralla juntament amb can Nató, can Pastor i can Carbó. Sembla que l'origen de Can Valls cal sitar-lo en els segles xiv i xv, tot i que la configuració actual de l'edifici data del segle xvii, època en què s'hi va fer una important remodelació. Hi ha diverses inscripcions amb dates dels segles xvii i xviii que posen de manifest les successives intervencions posteriors. En aquest casal va viure el polític Ramon d'Abadal i Calderó, després de finalitzar la guerra civil de 1936-39 i fins a l'any de la seva mort, el 1945. Consta de tres plantes i té coberta de teula. La façana, de composició simètrica, presenta 3 obertures per planta, totes elles allindades i emmarcades en pedra. Els elements més notables són les restes d'esgrafiats i la llinda del balcó central, amb una inscripció datada el 1669 i un emblema central on apareixen les lletres del cognom Carbó.

## Història
1. 1 2  «Can Valls». Inventari del Patrimoni Arquitectònic de Catalunya.   Direcció General del Patrimoni Cultural de la Generalitat de Catalunya. [Consulta: 2 setembre 2015].